# Ho Man Tin (stacja metra)
Ho Man Tin (chiński: 何文田) – jedna ze stacji MTR, systemu szybkiej kolei w Hongkongu, na Kwun Tong Line. Została otwarta 23 października 2016.
Stacja znajduje się w dolinie Lo Lung Hang.